# Produção colaborativa baseada em recursos comuns
Produção colaborativa baseada em recursos comuns (em inglês, Commons-based peer production) é um modelo de produção no qual um grande número de pessoas trabalha de forma cooperativa, geralmente por meio da Internet.Os projetos baseados nesse modelo geralmente têm estruturas hierárquicas menos rígidas do que os projetos baseados em modelos de negócios mais tradicionais. O conceito aparece pela primeira vez em 2002, no artigo  "Coase 's Penguin or Linux and the Nature of the Firm", de Yochai Benkler. 
O conceito é frequentemente usado de forma intercambiável com produção social, rede de trabalho comum aberto , produção entre pares baseada em bens de domínio público ou produção entre pares baseada em bens comuns. Inovação aberta, código aberto, rede de trabalho compartilhado voluntário e inovação distribuída são conceitos afins que designan iniciativas de inovação baseadas no espírito de colaboração entre as partes.
Uma das principais características da produção colaborativa baseada em recursos comuns é seu escopo sem fins lucrativos:43 Frequentemente - mas nem sempre - os projetos baseados em commons são elaborados sem a necessidade de compensação financeira para os colaboradores. Por exemplo, o compartilhamento de arquivos STL, gratuitamente, pela Internet, permite que qualquer pessoa com uma impressora 3D reproduza digitalmente o objeto, economizando muito dinheiro para o produtor-consumidor.
Em 2006, o conceito foi definido como "uma nova modalidade de organizar a produção: radicalmente descentralizada, colaborativa e não proprietária; baseada em recursos e produtos amplamente distribuídos [entre] indivíduos conectados de forma flexível que cooperam uns com os outros sem se apoiar em informações do mercado ou em comandos gerenciais." .
Na produção colaborativa, os contribuidores compartilham seus conhecimentos e ideias livremente. Isso possibilita a outros contribuidores acrescentarem conhecimento continuamente e modificarem as ideias de acordo com os seus interesses e as necessidades locais, e, em seguida, compartilhar  novamente o conhecimento criado . Isso cria um ciclo infinito de criação de conhecimento que é constantemente compartilhado e reestruturado.
Segundo D'Andréa (2013), que utiliza a tradução "produção de bens comuns em pares em rede", esse modelo de produção é viável porque, através das redes informacionais,  é conduzido de forma articulada, entre indivíduos com interesses comuns. O resultado é uma produção descentralizada de informação, conhecimento e cultura, incluindo desde notícias até o desenvolvimento de softwares  e enciclopédias. Os produtos gerados não são propriedade de um indivíduo ou de um grupo, mas sim bens comuns que podem ser utilizados e reapropriados pelos envolvidos e por outros interessados. 
Nem toda produção colaborativa é baseada em recursos comuns. Na produção colaborativa, os contribuidores desenvolvem e avançam um produto livremente ao deixarem seu conhecimento disponível para outros contribuidores. A produção colaborativa é diferente da forma convencional de produção por ser baseada em redes, onde os contribuidores compartilham livremente seus conhecimentos para inventar e desenvolver produtos. O diferencial da produção colaborativa baseada em recursos comuns é que nesse caso o conhecimento criado não é patenteado para gerar lucro, sendo, ao invés, disponibilizado livremente como um bem de uso comum.
Um exemplo representativo de bens comuns são os softwares de código aberto (ou softwares livres). Uma de suas principais características é a disponibilização, a qualquer pessoa interessada, do código-fonte de cada programa. Esse código é distribuído de forma que qualquer interessado tem permissão para executar, copiar, distribuir, avaliar, modificar e ou aperfeiçoar seu conteúdo.

## Princípios
A produção colaborativa entre pares deve seguir três princípios-chave:
1- Modularidade: segundo Kostakis, os objetivos da produção devem ser divisíveis em componentes ou módulos que podem ser produzidos de forma independente. Isso permite que os participantes podem trabalhar de forma assíncrona, sem que um tenha que esperar que o outro termine a sua tarefa ou sem que tenham que se coordenar pessoalmente..
2- Granularidade diz respeito ao grau em que os objetos são divididos em partes menores (tamanho do módulo). Diferentes níveis de granularidade permitirão que pessoas com diferentes níveis de motivação trabalhem juntas, contribuindo com módulos pequenos ou grandes, de acordo com seu nível de interesse no projeto e sua motivação.
3- Integração a baixo custo, ou seja, o custo do mecanismo pelo qual os módulos são integrados em um produto final completo, assim como o controle de qualidade dos módulos e do mecanismo para integrar as contribuições ao produto final deve ser relativamente baixo..

## Alternativa ao capitalismo
A motivação para fazer parte de uma produção colaborativa costuma estar relacionada a motivos intrínsecos e sociais ao invés de motivos materialistas ou incentivos financeiros. É uma forma de inovação que não é estimulada unicamente por lucro.
Com base na constituição do comum, proposta por Hardt e Negri, Silveira (2011) propõe que a produção colaborativa leve a uma espiral de relações com vistas à superação do capitalismo como sistema econômico. Normalmente alguma pessoa ou uma grande  companhia  controla  fluxos vitais do processo de colaboração. Porém, mudanças na natureza da tecnologia, da demografia e da economia estão possibilitando o surgimento de modelos de produção que são baseados na comunidade, na colaboração e na auto-organização, e que produzem resultados melhores do que em modelos hierárquicos. Essa conexão entre meio digital, comunicação e liberdade provoca um questionamento da ideia do Homo economicus, que tem como foco principal a racionalidade do mercado. Nesse caso, a liberdade está colaborando para ampliar o não-proprietário e o espaço fora do mercado, ao invés de ampliar a propriedade privada; consolidando a colaboração e a solidariedade ao invés de aumentar a competição. Dessa forma, os commons não surgem do autoritarismo ou do Estado como coordenador dos espaços e esferas comuns: eles nascem exatamente do contrário, da auto-organização, emergindo a partir de processos bottom-up (de baixo para cima) e não top-down (de cima para baixo).
Porém, a capacidade dos recursos digitais comuns de estimular economias alternativas ao capitalismo não é um consenso, e recursos digitais comuns não devem ser intrinsecamente considerados como os catalisadores dessa transformação mas como uma plataforma que pode levar a essa mudança. Uma questão importante é, então, como o modelo organizacional de produção colaborativa baseada em recursos comuns é utilizado. Ao mesmo tempo que, se incorporada a modelos tradicionais de negócios, a produção colaborativa pode gerar acumulação de capital e crescimento econômico, a produção colaborativa baseada em recursos comuns pode ser utilizada como um modo de transformar o sistema econômico vigente, dependendo das medidas adotadas na sua operacionalização. Os commons são cada vez mais percebidos como terreno para a constituição de sistemas emergentes - sistemas adaptativos complexos onde se cria  conhecimento a partir de baixo. Neles, os agentes que residem em uma escala começam a produzir comportamentos que reside em uma escala acima deles. Segundo Steven Johnson, "o movimento das regras de nível baixo para a sofisticação do nível mais alto é o que chamamos de emergência".